# メリイクリスマス (小説)
「メリイクリスマス」は、太宰治の短編小説。

## 概要
| 初出     | 『中央公論』1947年1月号                    |
| 単行本   | 『ヴィヨンの妻』（筑摩書房、1947年8月5日） |
| 執筆時期 | 1946年12月初め～中旬（推定）               |
| 原稿用紙 | 20枚                                       |

作品の冒頭で、著者を思わせる語り手が「私はそれまで一年三箇月間、津軽の生家で暮し、ことしの十一月の中旬に妻子を引き連れてまた東京に移住して来たのであるが」と述べる。実際に太宰が家族と共に東京の上野駅に到着したのも1946年（昭和21年）11月14日夜であった。
シズエ子とその母のモデルは、林聖子と実母の秋田富子（洋画家・林倭衛の夫人だった人）。戦後の担当編集者の一人であった野原一夫は、短編「水仙」と「メリイクリスマス」は秋田富子への「清潔な愛情が生んだ作品である」と述べている。
シズエ子と語り手の笠井が出会う場面も事実を元にしている。出版社勤務を経て、のちに新宿にバーを開く林聖子はそのときのことを自書で次のように回顧している。
また、太宰の妻の美知子もこう述べている。